# القارة العجوز

علم الاتحاد الأوروبي لكنه لايمثل كامل أوروبا

القارة العجوز هو مصطلح شائع يطلق على قارة أوروبا ويعود إطلاق هذه التسمية إلى عدة أسباب تندرج من الأكثر أهمية إلى الأقل أهمية :
1. النسبة المرتفعة لكبار السن مقارنة بالتعداد الكلي لعدد سكان القارة.
2. بسبب قدم حضارات القارة كالإغريقية والرومانية والبيزنطية.
3. لأنها جزء من العالم القديم بالأصل آسيا وأوروبا وأفريقيا.